# Valens Semiconductor
Valens Semiconductor est une société fondée en 2006, spécialisée dans la fourniture de semi-conducteurs pour le transport de contenus multimédias haute définition et non compressés sur de longues distances.
Son siège est situé dans la banlieue de Tel-Aviv, en Israël.
Valens un est des fondateurs de la HDBaseT Alliance, qui vise à définir un standard de transport de contenus, plus performant et moins coûteux que le HDMI.